# King’s Troop, Royal Horse Artillery

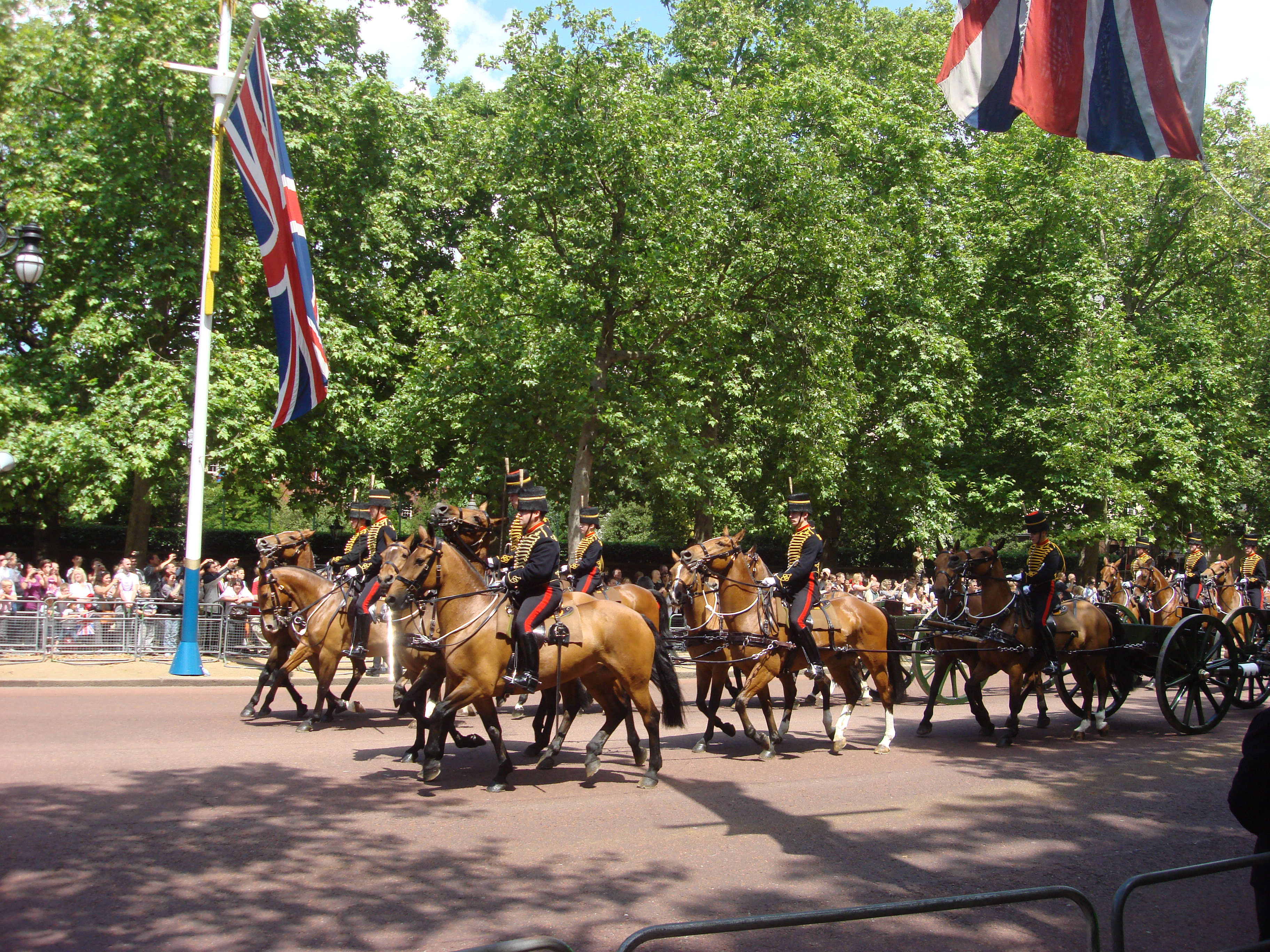
Die Royal Horse Artillery beim Trooping the Colour auf The Mall (2009)

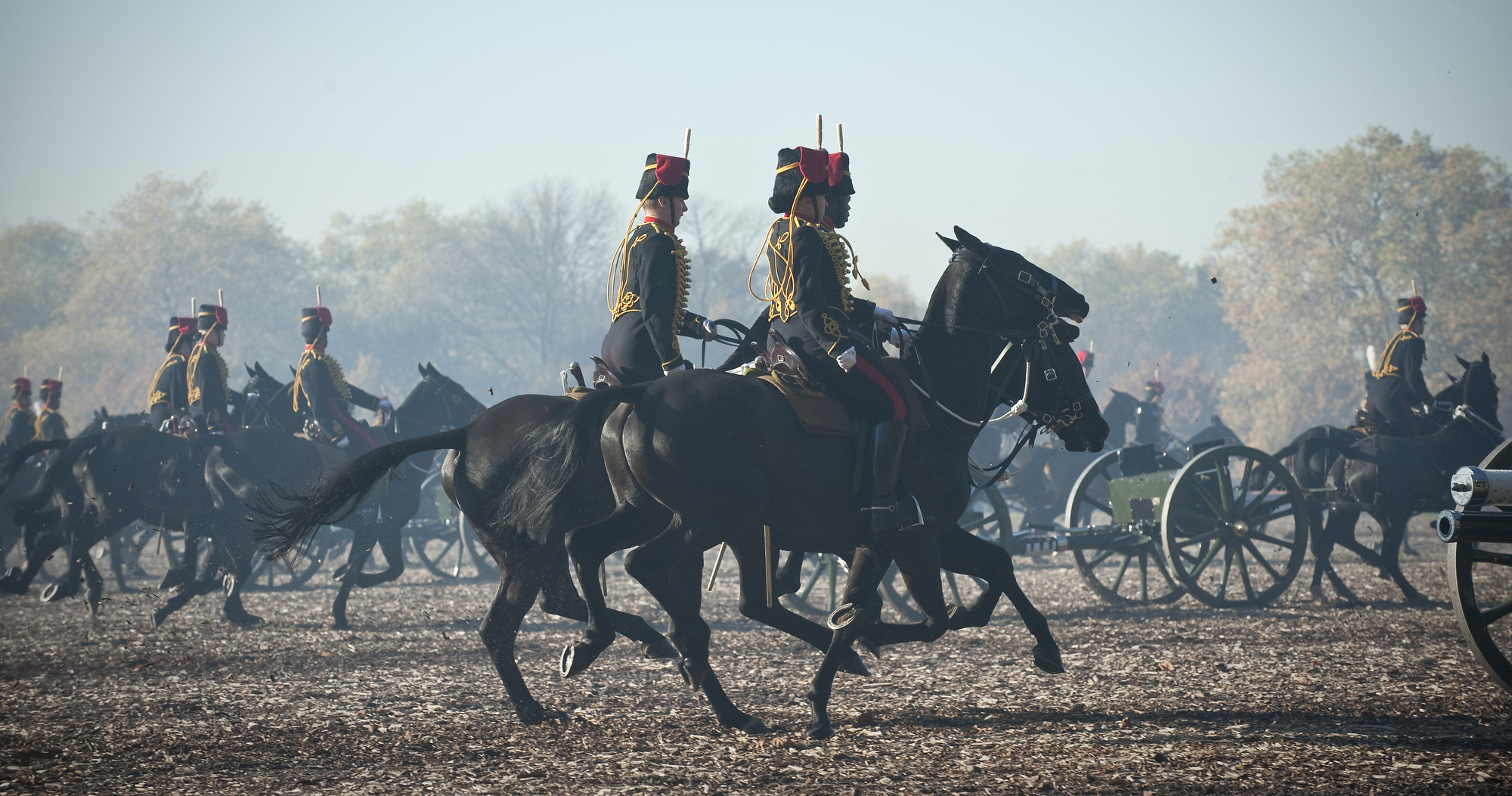
Bei der Vorbereitung von Salutschüssen im Hyde Park (2012)

Der King’s Troop, Royal Horse Artillery (KTRHA) ist eine Einheit der britischen Armee mit zeremoniellen Aufgaben; bis 2007 dienten die Royal Artillery Barracks, in Woolwich, als Unterkunft. Seitdem ist die Truppe in deren unmittelbarer Nähe, in den Napier (King George VI) Lines kaserniert. Die Liegenschaft wurde den modernen Bedürfnissen einer berittenen Artillerietruppe eigens baulich angepasst.
Als 1947 die letzte berittene Batterie der Royal Horse Artillery mechanisiert werden sollte, entschied König Georg VI., dass diese weiterhin beritten bleibt, für Aufgaben des staatlichen Zeremoniells verwendet werden und die Bezeichnung King's Troop tragen soll. Die Einheit ist mit sechs leichten Feldkanonen des Typs Ordnance QF 13-pounder gun aus dem Ersten Weltkrieg ausgerüstet und traditionell mit der Uniform der Husaren ausgestattet. Bei ihrer Thronbesteigung ordnete Königin Elisabeth II. an, dass die Einheit zu Ehren ihres Vaters den bisherigen Namen weiterführen solle. Der King's Troop marschiert traditionell vor der Kavallerie und der nachfolgenden Infanterie: Bedingt durch die früher geringere Reichweite der Geschütze, stand die Artillerie einst in vorderster Reihe der Schlachtordnung, um die eigenen Geschosse möglichst weit in die Reihen des Gegners feuern zu können.
Der King's Troop ist Teil der Gardetruppen und verantwortlich für die Salutschüsse bei besonderen Ereignissen im Königshaus, die in aller Regel im Hyde Park geschossen werden. Während der jedes Jahr im Sommer stattfindenden Übung des Household Cavalry Mounted Regiments stellt die Einheit die Wache in dieser Zeit vor Horse Guards.
Seit 1998 nimmt der King's Troop, Royal Horse Artillery alljährlich im Juni an Trooping the Colour teil. Da der Trupp in der Rangfolge der Einheiten der britischen Armee an der Spitze rangiert, sofern die Kanonen dabei sind (British Army Order of Precedence), reitet sie stets vor dem Household Cavalry Mounted Regiment; die erste Kanone repräsentiert dabei die Flagge der Einheit. Nach der Zeremonie feuert die Einheit aus dem Green Park einen Royal Salute mit 41 Schuss.
Weibliche Kanoniere werden seit 1996 in den Reihen des King's Troop akzeptiert. Im Jahr 2020 stellten Frauen bereits 40 Prozent des Personals. Mit Major Erica Bridge stand, zwischen 2006 und 2008, erstmals ein weiblicher Kommandeur an der Spitze der Einheit.